# Mörz (Planetal)
Das Dorf Mörz ist ein Ortsteil der Gemeinde Planetal im Süden des Landkreises Potsdam-Mittelmark in Brandenburg. Mörz hat rund 200 Einwohner und liegt am Fluss Plane im Hohen Fläming unweit der Bundesautobahn 9. Das Dorf gehört zum Naturpark Hoher Fläming. Die Umgebung ist als Landschaftsschutzgebiet Hoher Fläming – Belziger Landschaftswiesen und die Plane als FFH-Gebiet Plane ausgewiesen.

## Geschichte
Der Ort wurde urkundlich erstmals 1161 als mordiz mit dem Eintrag de burgwardis […] mordiz verzeichnet. Noch 1342 als Mordiz erwähnt, fand sich 1383 die Schreibweise Morcz und um 1500 die Schreibweise Mörtz, mundartlich Mörts. Der slawische Name ist von einem Personennamen gebildet worden und bezeichnet einen Ort, wo Leute eines Mannes Morda wohnten. Der mundartliche Name Mörtz wurde zur Erklärung später zum Personennamen Moritz gestellt, woraus die Sage vom Grafen Moritz entstand, der hier die Moritzburg gebaut haben soll. Vielmehr handelte es sich bei dem Burgward sehr wahrscheinlich ursprünglich um einen Slawischen Burgwall – am nordöstlichen Dorfende ist noch heute (Stand 2015) deutlich eine ringähnliche Struktur zu erkennen. Der Prähistoriker und Burgenforscher Joachim Herrmann schrieb 1997 zur Mörzer Burg:

„In Mordiz konnten während der Ausgrabungen Reste der Kulturschichten von 1161 angeschnitten werden. Das keramische Material, das bei Ausgrabungen in Mörz gefunden wurde, stand noch gänzlich in slawischer Tradition, lediglich vereinzelt fand sich sächsisch-deutsche Keramik. Die Befestigung war aus einer Holz-/Erdekonstruktion zusammengesetzt. Die Burgen der Burgwarde waren zugleich Mittelpunkte der Pfarrorganisation, deren Aufbau nun mit Nachdruck betrieben wurde. So gehörten zur Pfarre am Burgward Mörz mehrere Orte, die sich nach Namen und Lage identifizieren ließen. Dort, wo archäologische Beobachtungen möglich waren, weisen diese auf ursprünglich slawische Bewohner hin. Nur wenige Kilometer entfernt lag der Burgwart Niemecke. Offenbar bot der löshaltige Ackerboden auf dem Hohen Fläming gute Voraussetzungen für eine ertragreiche Landwirtschaft und damit für eine dichte Besiedlung.“

## Baudenkmale

### Dorfkirche
Die Dorfkirche Mörz ist ein eingetragenes Baudenkmal. Die Feldsteinkirche steht auf dem Dorfanger und wird auf die Jahre 1201/1250 datiert. Um 1700 wurde die sechsachsige Saalkirche umgebaut. Dabei wurde der zuvor gerade geschlossene Polygonalchor erneuert und dreiseitig geschlossen. In den Jahren 1858/59 erfolgten weitere Umbauten und 1957 eine umfassende Restaurierung.